# Silnice I/11

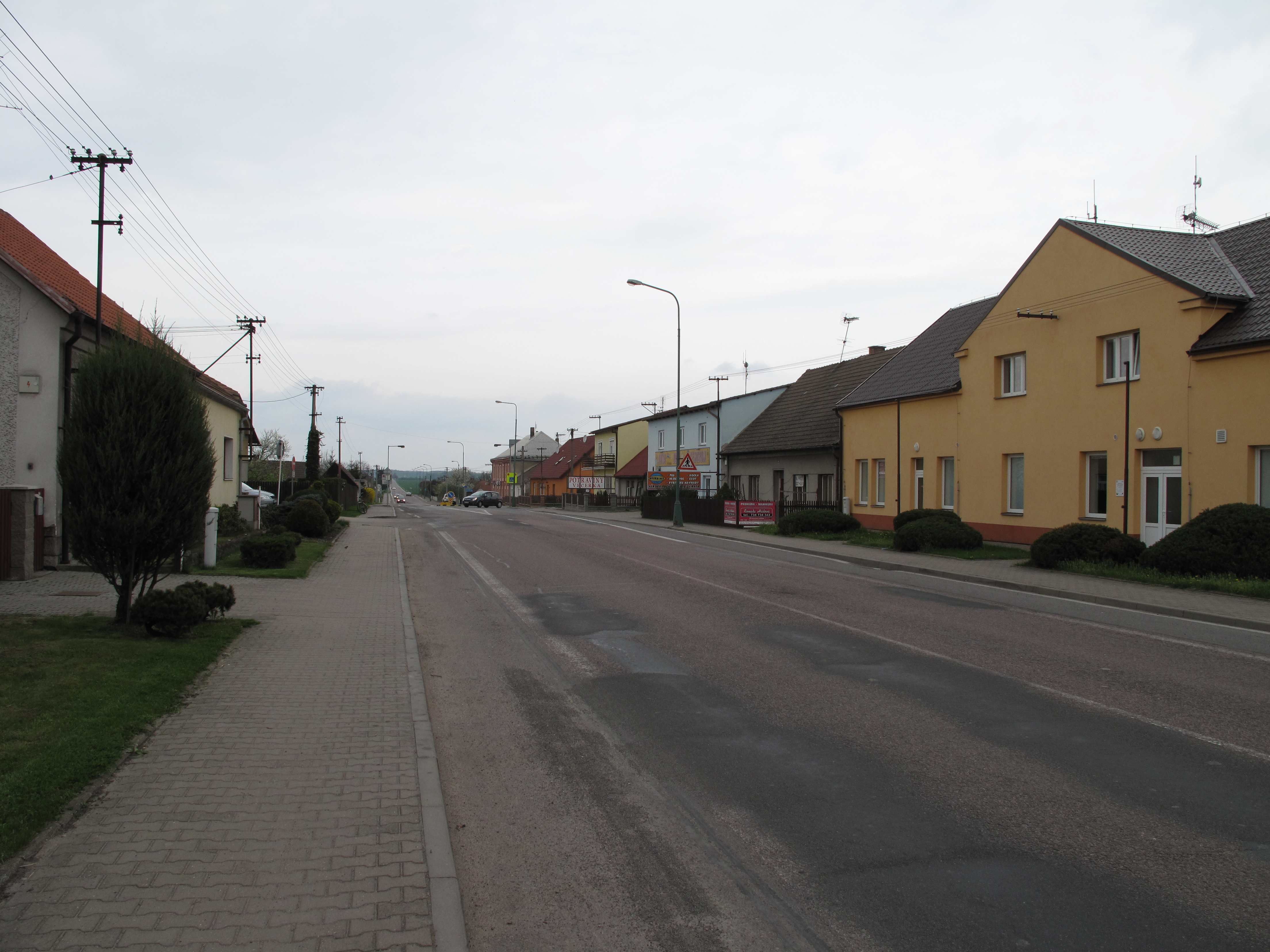
Silnice I/11 v Lovčicích

Silnice I/11 je nejdelší silnice I. třídy v Česku, měří 291,329 km.

## Význam silnice
Do osmdesátých let 20. století byla silnice páteřní komunikací spojující Prahu a Ostravu, resp. ostravskou průmyslovou aglomeraci. To z ní dělalo důležitou dopravní tepnu. Důležité bylo i její pokračování do slovenské Žiliny. Silnice byla jedna z nejdelších v Československu; její význam jako páteřní komunikace však upadal a upadat bude:
- existence výhodnějšího spojení Prahy a Ostravy po dálnici D1
- existence výhodnějšího spojení Prahy a Hradce Králové po D11
- existence výhodnějšího spojení Hradce Králové a Ostravy po D35, I/35 a D1
- dostavba D35 mezi Hradcem Králové a Mohelnicí umožní výhodnější spojení oblasti Jeseníků a západu ČR.

Došlo i k administrativním změnám. Část silnice, která vedla od hranic Středočeského kraje do Hradce Králové, je přeznačena jako silnice II/611. Silnice byla přeznačena také v úseku Nebory – Mosty u Jablunkova. Existence čísla 11 v označení dálnice D11 a současně silnice I/11 je nesystémové.

## Budoucnost silnice I/11
ŘSD vypracovalo studie dvou etap úseku Havířov – Třanovice, s označením T82a a T82b, ve kterých předpokládá zahájení stavby v roce 2028. Plánovaná stavba vyřeší neúnosnou situaci, kdy centrem Havířova projíždí tranzitní doprava v počtu tisíců osobních automobilů. Město Havířov vykoupilo pozemky, které jsou nezbytné k výstavbě západního přivaděče Havířova, resp. k budoucí výměně potřebných pozemků.

## Vedení silnice
Silnice administrativně začíná u Poděbrad na křižovatce se silnicí I/32, i když je následující úsek již značen jako silnice II/611
- Hradec Králové, křižovatka s II/324, I/35, I/31, II/308 a II/611.
- Třebechovice pod Orebem, křižovatka s II/298
- Týniště nad Orlicí, křižovatka s II/304 a II/305

- Čestice, křižovatka s I/36
- Častolovice, křižovatka s II/318
- Kostelec nad Orlicí, křižovatka s II/316
- Vamberk, křižovatka s I/14
- Helvíkovice, křižovatka s II/310
- Žamberk, křižovatka s II/310 a II/312
- Šedivec, křižovatka s II/360
- Jablonné nad Orlicí, křižovatka s II/311
- Červená Voda, křižovatka s I/43
- Bukovice, křižovatka s I/43
- Vyšehoří, křižovatka s II/369
- Bludov, křižovatka s I/44
- Šumperk, křižovatka s II/446
- Rapotín, křižovatka s I/44
- Rýmařov, křižovatka s II/445
- Bruntál, křižovatka s I/45 a II/450
- Horní Benešov, křižovatka s II/459
- Velké Heraltice, křižovatka s II/460
- Opava, křižovatka s I/57, I/46, I/56, II/443, II/461 a II/464
- Nové Sedlice, křižovatka s II/467
- MÚK Mokré Lazce (nová I/11, stará I/11 a III/4665 (ul. Hájová))
- MÚK Hrabyně (nová I/11, III/4666 a III/4667)
- MÚK Velká Polom (nová I/11 a III/46610 (ul. Osvoboditelů))
- Ostrava, křižovatky s II/469, II/479, II/647, D1, I/58, I/56, II/477, I/59
- Šenov, křižovatka s II/478 a II/473
- Havířov, křižovatka s II/475
- Těrlicko, křižovatka s II/474
- MÚK Český Těšín-západ
- MÚK Žukov
- křižovatka s II/476
- křižovatka s II/468
- Hrádek, silnice pokračuje jako II/476

### Historická trasa
Před vybudováním dálnice D11 vedla československá státní silnice I/11 už z Prahy, dnes je úsek od Horních Počernic ke Kuklenám přeznačen jako II/611.
Na Slovensku pokračuje jako Silnice I/11 přes hraniční přechod Svrčinovec do Žiliny, přičemž ve Svrčinovci je návaznost na slovenskou dálnici D3.

## Modernizace silnice

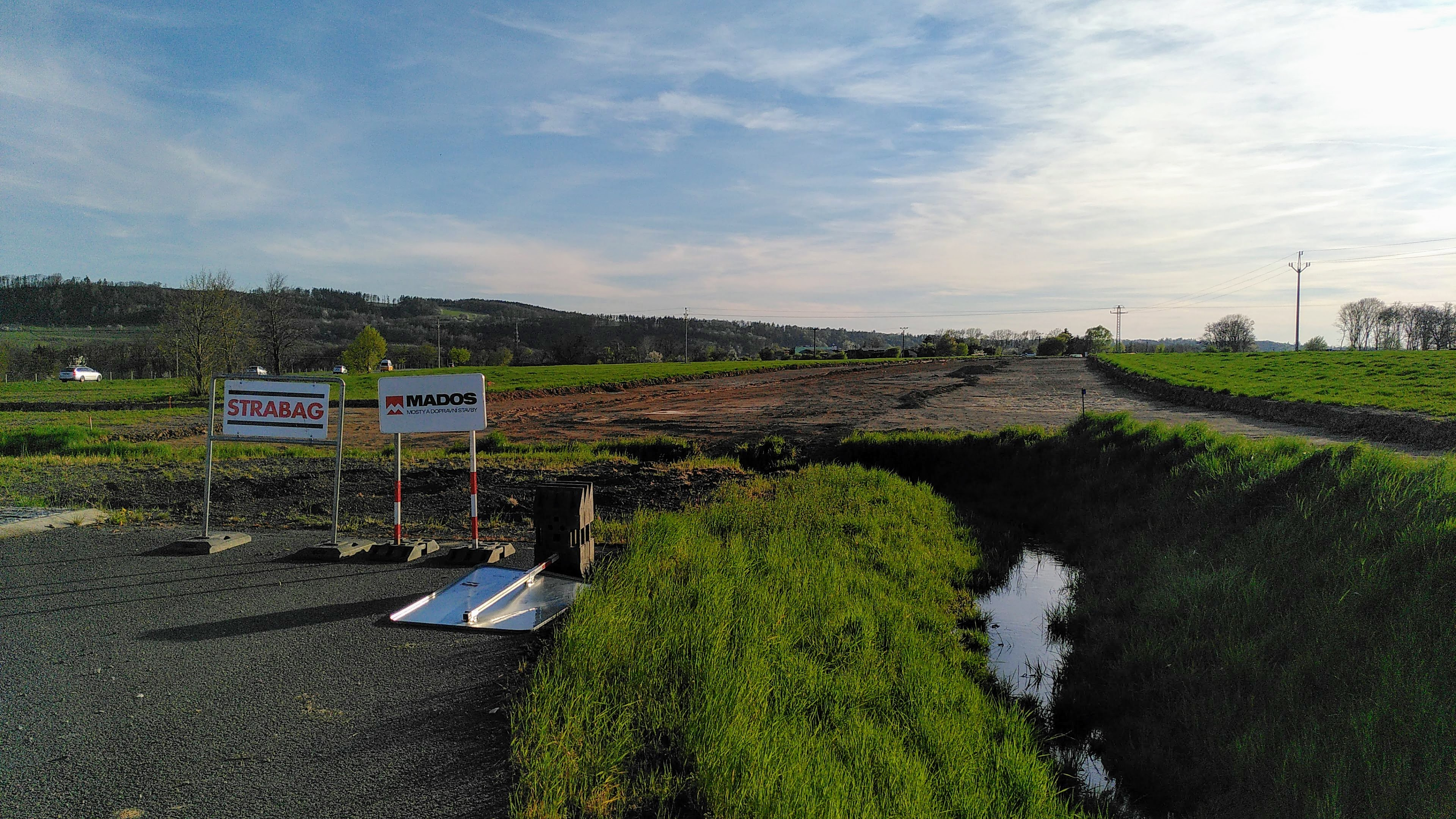
Doudleby nad Orlicí – rozestavěný obchvat

| Číslo | Název                                             | Délka   | Kategorie         | Zahájení výstavby | Uvedení do provozu | Křižovatky                                                                    |
| ----- | ------------------------------------------------- | ------- | ----------------- | ----------------- | ------------------ | ----------------------------------------------------------------------------- |
| H66   | Jižní spojka Hradec Králové                       | 2,8 km  | 19/70             | plánováno 2029    | plánováno 2031     | OK Bláhovka MÚK Pardubická OK Temešvár OK Hradubická                          |
| H62   | Severní tangenta, Hradec Králové                  | 14,2 km | 11,5/80 13,5/90   | plánováno 2029    | plánováno 2032     | Předměřice Letiště Slezské Předměstí Koš Třebechovice                         |
| H65   | Častolovice – obchvat                             | 3,4 km  | 11,5/90           | plánováno 2029    | plánováno 2031     |                                                                               |
|       | Kostelec nad Orlicí – obchvat                     | 3,8 km  | 11,5/80           | bude oznámeno     | bude oznámeno      |                                                                               |
| H56   | Doudleby nad Orlicí – obchvat                     | 2,8 km  | 11,5/90           | 02/2021           | 06/2023            |                                                                               |
| E72   | Žamberk – obchvat                                 | 8,8 km  | 9,5/90 8,5/50     | bude oznámeno     | bude oznámeno      |                                                                               |
| M64   | Postřelmov – Chromeč                              | 4 km    | 9,5/80            | 05/2022           | 02/2024            |                                                                               |
| T75   | Bruntál – severní obchvat                         | 4,6 km  | 11,5/80           | bude oznámeno     | bude oznámeno      | Rýmařov Staré Město Severní průmyslová zóna                                   |
| T74   | Opava, severní obchvat – západní část             | 5,1 km  | 11,5/80           | 09/2020           | 09/2023            |                                                                               |
| T52   | Opava, severní obchvat – východní část            | 3,6 km  | 24,5/100 11,5/80  | 03/2017           | 10/2019            |                                                                               |
|       | spojka S1 v Opavě                                 | 1,8 km  | 11,5/80           | 04/2008           | 12/2009            |                                                                               |
| T77   | Opava Komárov, jižní obchvat                      | 6 km    | 11,5/90 21,5/110  | plánováno 2028    | plánováno 2030     | Komárov-západ                                                                 |
| T76   | Nové Sedlice – severní obchvat                    | 2,3 km  | 21,5/110          | plánováno 2028    | plánováno 2031     |                                                                               |
| T53   | Mokré Lazce – hranice okresu Opava, Ostrava       | 9,8 km  | 22,5/80           | 01/2009           | 10/2015            | Mokré Lazce Hrabyně Velká Polom                                               |
| T60   | Ostrava, prodloužená Rudná – hranice okresu Opava | 6,7 km  | 24,5/100 22,5/100 | 11/2012           | 12/2019            | Krásné Pole Rudná                                                             |
|       | Prodloužená Rudná                                 | 7,3 km  | 26,5/100          | 1967              | 10/1970            | Poruba Bílovecká Rudná Výškovická Plzeňská                                    |
| T82a  | Havířov - Třanovice, 1. etapa                     | 6,4 km  | 21,5/110          | plánováno 2029    | plánováno 2033     | Havířov západ Havířov střed I Havířov střed II Havířov Orlovská Havířov sever |
| T82b  | Havířov - Třanovice, 2. etapa                     | 12,7 km | 11,5/90           | plánováno 2029    | plánováno 2032     | Havířov východ Třanovice II Třanovice                                         |
|       | Český Těšín – obchvat                             | 2,7 km  | 11,5/80           | 02/2006           | 07/2008            |                                                                               |

## Související silnice III. třídy
- III/0113 Radonice (D10 – III/0103 a III/0114 – III/0108 a III/0107)
- III/0114 Radonice (III/0113) – Dehtáry – Svémyslice (III/33310)
- III/0116 spojka Šestajovice (III/33310) – Jirny (II/101
- III/0119 odbočka z III/32812 k žst. Choťánky
- III/01110 Kratonohy
- III/01112 odbočka k žst. Doudleby nad Orlicí
- III/01114 Vamberk – Merklovice
- III/01115 Vamberk
- III/01118 spojka I/11 a III/01119 v Bludově
- III/01119 Bludov (I/11) – III/01119a – III/01118 – Bohutín – I/11
- III/01119a Bludov
- III/01120 odbočka k žst. Petrov nad Desnou
- III/01121 Petrov nad Desnou (I/11 – III/01122)
- III/01122 Petrov nad Desnou (I/44 – III/01121 – I/11)
- III/01123 Stará Ves – Žďárský Potok
- III/01125 Nové Sedlice – III/4663
- III/01126 Kamenec (III/01131) – Štemplovec (III/0575) – III/01127
- III/01127 Zadky – III/01126 – Neplachovice (I/57)
- III/01128 Vlaštovičky – I/57
- III/01129 Opava (III/01130) – Polsko
- III/01130 Jaktař – III/01129 – Kateřinky (I/46)
- III/01131 Kamenec, spojka III/01126 a I/11
- III/01134 odbočka z I/56 k žst. Kravaře
- III/01135 Hrušov (II/477) – nadjezd D1 – Koblov (III/01136) – Petřkovice (III/46611)
- III/01136 Koblov (III/01136) – Amerika – nadjezd D1 – Antošovice – III/4696
- III/01137 Petřkovice (III/46611) – Lhotka – Bobrovníky – Hlučín (I/56)
- III/01139 spojka mezi II/468 a II/648 v Českém Těšíně
- III/01140 Bludovice – Žermanice (III/4735)
- III/01141 Třinec (Závist – Bystrý – Guty)
- III/01142 Bystřice – Karpentná – Oldřichovice (III/4681)
- III/01143 Bystřice (I/11 – III/01144, III/01146) – V Pasekách
- III/01144 Bystřice – Košařiska – Milíkov (III/01148) – Bocanovice – III/01151
- III/01146 Bystřice – Nýdek